# Yékoua
Yékoua ist eine Landgemeinde im Departement Magaria in Niger.

## Geographie
Yékoua liegt in der Großlandschaft Sudan und grenzt im Süden an den Nachbarstaat Nigeria. Die Nachbargemeinden in Niger sind Kwaya im Norden, Magaria im Osten und Sassoumbroum im Westen. Bei den Siedlungen im Gemeindegebiet handelt es sich um 27 Dörfer und 33 Weiler. Der Hauptort der Landgemeinde ist das Dorf Yékoua.
In Yékoua gibt es mit rund 600 Millimetern eine für nigrische Verhältnisse vergleichsweise hohe jährliche Niederschlagsmenge, die etwa der von Wien entspricht. Allerdings bewirken die überwiegend sandigen Böden ein rasches Versickern des Regens und die Wasserversorgung für Menschen und Vieh ist unzureichend. Die Waldgebiete in der Landgemeinde sind von Abholzungen bedroht, da Holz die wichtigste Energieressource der Bevölkerung darstellt und als vorherrschendes Baumaterial genutzt wird.

## Geschichte
Anfang des 19. Jahrhunderts schloss der Fulbe-Eroberer Usman dan Fodio den südlich von Yékoua gelegenen Hausa-Staat Daura seinem Kalifat von Sokoto an. Usman dan Fodio ernannte einen seiner Schüler zum Statthalter in Daura, der zunächst Abdou, den früheren Hausa-Herrscher, von dort vertrieb. Abdou floh in den Norden, nach Korgom, Kantché, Zinder und Mirriah, bis er sich schließlich in Yékoua niederließ. Von dort aus versuchte er Daura zurückzuerobern, starb jedoch um 1825 ohne die Fulbe vertrieben zu haben. Abdou folgte sein Bruder Loukoudi nach, der um 1845 vom Sultanat Zinder besiegt wurde, wodurch Yékoua unter dessen Oberherrschaft gelangte. Der Sultan von Zinder erbeutete im Zuge dessen die von Loukoudi gehüteten Insignien des früheren Hausa-Staats Daura. Loukoudis Sohn Nouhou versuchte erfolglos die Oberherrschaft Zinders abzuschütteln und Daura zurückzuerobern. Um 1850 folgte er seinem Vater als Herrscher nach, gab Yékoua als Herrschaftssitz auf und ließ sich in Zango nieder. Die kolonialen Grenzziehungen Anfang des 20. Jahrhunderts ergaben, dass der Ort Zango an Nigeria und damit an die Briten fiel, während der überwiegende Teil des von Zango aus und in der Hausa-Tradition Dauras beherrschten Gebiets – einschließlich Yékoua – an das französisch beherrschte Niger gelangte.
Die Landgemeinde Yékoua entstand als Verwaltungseinheit 2002 im Zuge einer landesweiten Verwaltungsreform aus einem Teil des Kantons Magaria.

## Bevölkerung

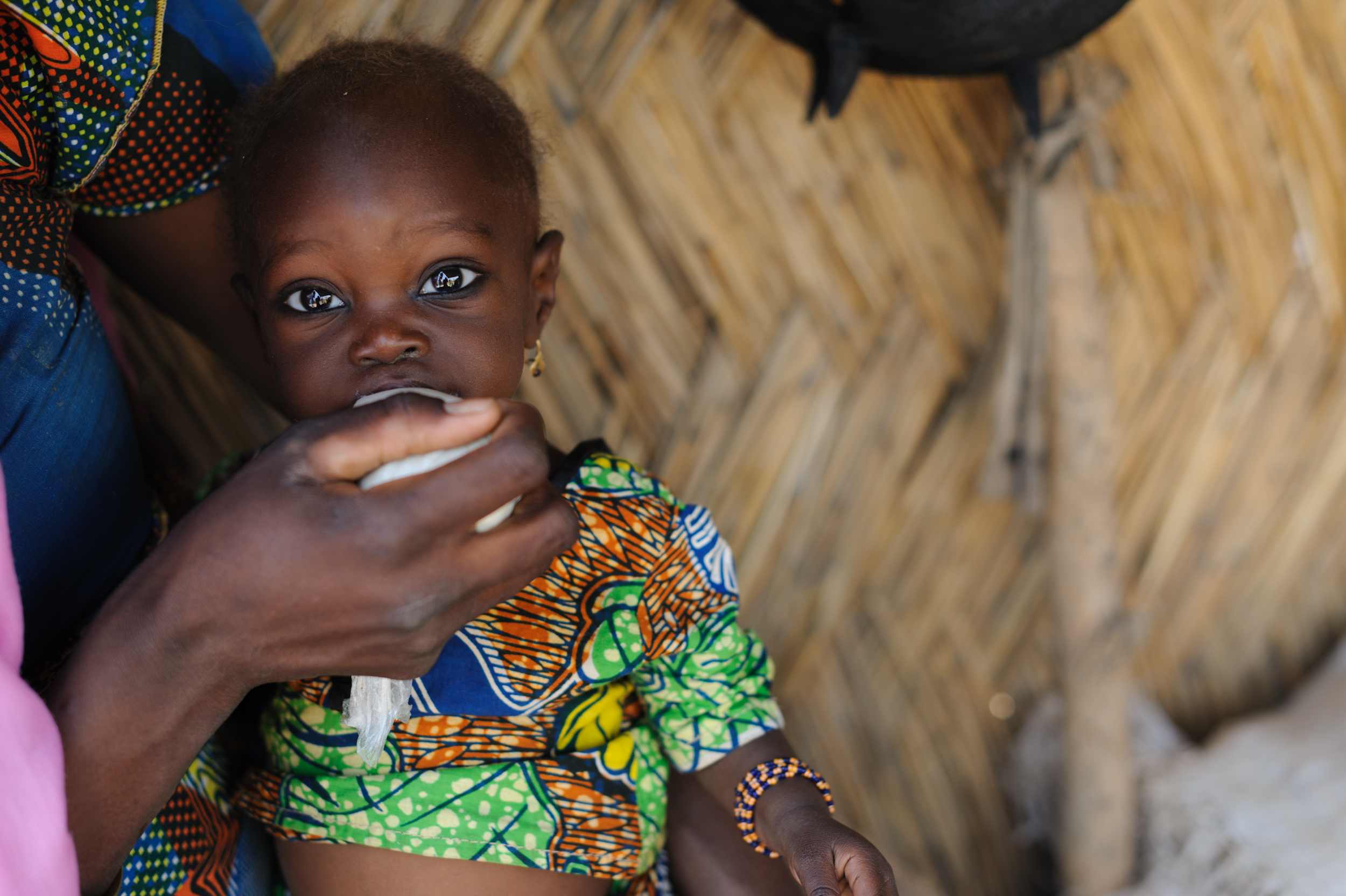
Ein Mädchen, das an einem Ernährungsprogramm von Save the Children in Yékoua teilnimmt (2012)

Bei der Volkszählung 2012 hatte die Landgemeinde 57.611 Einwohner, die in 8073 Haushalten lebten. Bei der Volkszählung 2001 betrug die Einwohnerzahl 32.570 in 5095 Haushalten.
Im Hauptort lebten bei der Volkszählung 2012 9493 Einwohner in 1255 Haushalten, bei der Volkszählung 2001 6439 in 1006 Haushalten und bei der Volkszählung 1988 3664 in 654 Haushalten.
In ethnischer Hinsicht ist die Gemeinde ein Siedlungsgebiet von Daurawa und Fulbe.

## Politik
Der Gemeinderat (conseil municipal) hat 17 gewählte Mitglieder. Mit den Kommunalwahlen 2020 sind die Sitze im Gemeinderat wie folgt verteilt: 6 PNDS-Tarayya, 5 CPR-Inganci, 3 PSD-Bassira, 2 RDR-Tchanji und 1 MPR-Jamhuriya.
Jeweils ein traditioneller Ortsvorsteher (chef traditionnel) steht an der Spitze der 27 Dörfer in der Gemeinde.

## Wirtschaft und Infrastruktur
Die wichtigste wirtschaftliche Aktivität in Yékoua ist der Ackerbau, gefolgt von der Viehzucht. Angebaut werden Hirse, Sorghum, Augenbohnen, Erdnüsse, Mais und Sauerampfer. Fehlende Brachezeiten und veraltete Bewirtschaftungsmethoden führen zu fortschreitender Bodenverarmung. Die transhumante Viehwirtschaft wird von Fulbe und Tuareg betrieben. Die Viehzucht der sesshaften Bauern betrifft vor allem kleine Wiederkäuer und Geflügel und ist eine Domäne der Frauen. Daneben werden Schafe und Rinder als Mastvieh gehalten, das eine wichtige Einkommensquelle darstellt. Aufgrund der begrenzten landwirtschaftlich nutzbaren Flächen gibt es Konflikte zwischen Ackerbauern und Viehzüchtern.
Die 61,4 Kilometer lange Nationalstraße 12 zwischen Magaria und der Staatsgrenze zu Nigeria verläuft durch den Hauptort und das Dorf Tounfafi. Es handelt sich um eine moderne Erdstraße. Der schlechte Zustand der Straßen behindert einen Ausbau der Handelsbeziehungen der Landgemeinde. Aufgrund der Nähe zu Nigeria ist der Naira das wichtigste Zahlungsmittel. Die Handwerker von Yékoua, die einen niedrigen sozialen Status besitzen und mit unzureichenden Gerätschaften arbeiten, stellen unter anderem Metallwaren, Korbwaren, Keramik und verzierte Kalebassen her. Mangels Stromversorgung gibt es selbst im Hauptort keine öffentliche Straßenbeleuchtung.
Gesundheitszentren des Typs Centre de Santé Intégré (CSI) sind im Hauptort und in der Siedlung Karam vorhanden. Beide Gesundheitszentrum verfügen jeweils über ein eigenes Labor und eine Entbindungsstation. Der CEG Yékoua ist eine allgemein bildende Schule der Sekundarstufe des Typs Collège d’Enseignement Général (CEG). Beim Centre de Formation aux Métiers de Yékoua (CFM Yékoua) handelt es sich um ein Berufsausbildungszentrum.